# Brachygastra bilineolata
Brachygastra bilineolata är en getingart som först beskrevs av Spinosa 1841.
Brachygastra bilineolata ingår i släktet Brachygastra och familjen getingar. Utöver nominatformen finns också underarten Brachygastra bilineolata antillarum.